# Boulevard Haussmann
Boulevard Haussmann este un bulevard din Paris, care se întinde de la intersecția dintre boulevard des Italiens și boulevard Montmartre (unde se află stația de metrou Richelieu-Drouot) până la avenue de Friedland, care se prelungește către vest.

## Situație
Lung de 2.530 de metri, boulevard Haussmann traversează aproape în întregime arondismentele 9 și 8. Aici se află sediile centrale ale băncilor, magazine de lux, clădiri de birouri, cu chirii ridicate.
A fost construit în mare parte de zidarii din departamentul Creuse. 

## Istoric

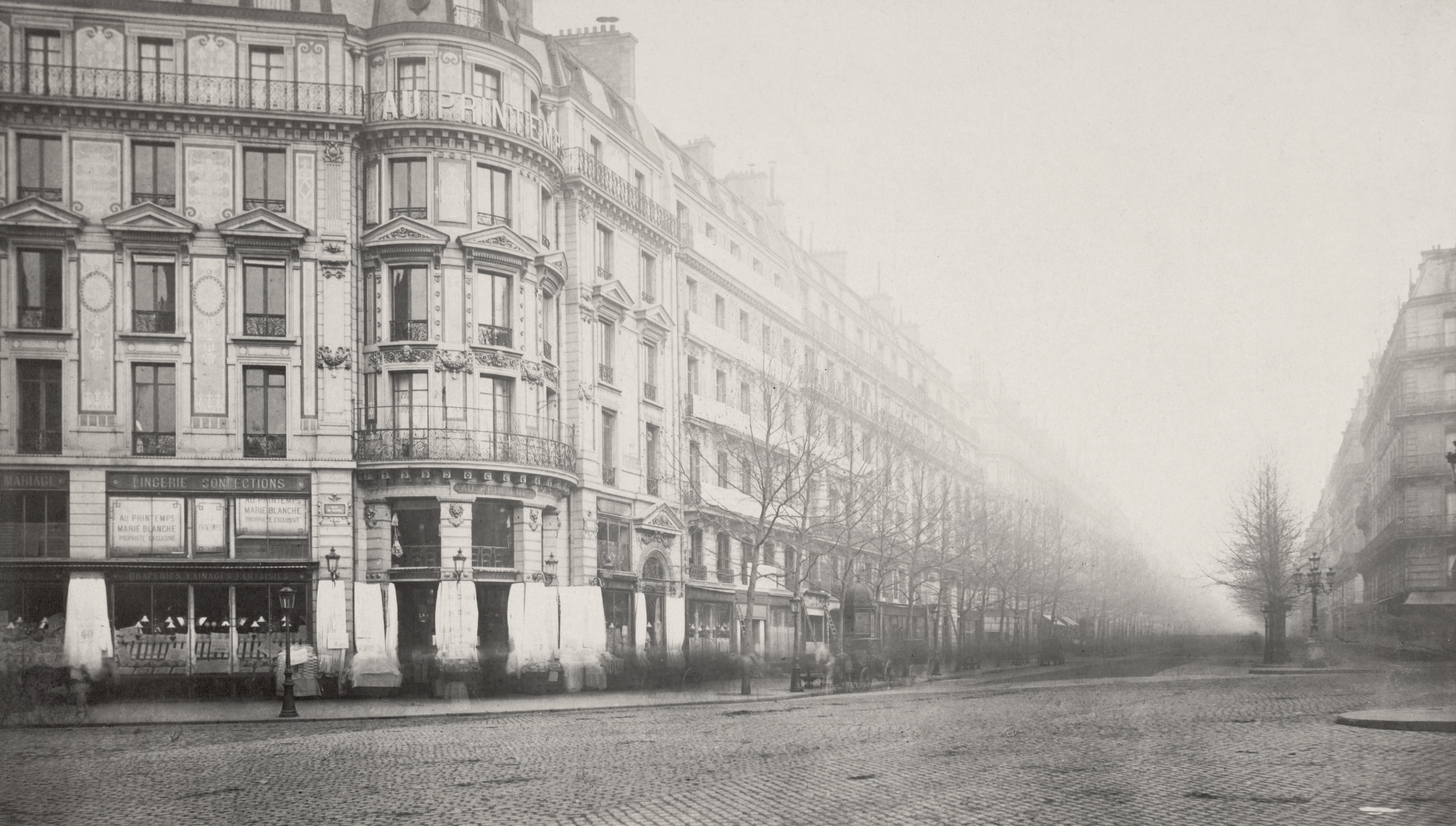
Unghiul format de rue du Havre cu bulevardul Haussmann în 1870, fotografiat de Charles Marville.

În contextul reconstrucției Parisului de la mijlocul secolului al XIX-lea, prefectul Haussmann a conceput această axă de circulație ca o șosea diagonală care să unească primul cerc al Grands boulevards cu cel al Mur des Fermiers généraux. El trebuia, prin urmare, să dispună distrugerea casei în care s-a născut la colțul cu rue du Faubourg-Saint-Honoré. 
La fel ca și predecesorul său Rambuteau, Haussmann și-a văzut activitatea recompensată încă din timpul vieții prin atribuirea numelui său uneia dintre căile principale de circulație a cărei amenajare o ordonase. Amenajarea bulevardului s-a finalizat însă după moartea lui. Astfel, abia în 1926, după douăzeci de ani de muncă, bulevardul Haussmann a fost conectat în cele din urmă cu boulevard des Italiens, făcând să dispară Passage de l'Opéra, unde hoinărea le Paysan de Paris, personajul romanului suprarealist omonim scris cu doi ani mai înainte de Louis Aragon.

### Deschiderea secțiunilor

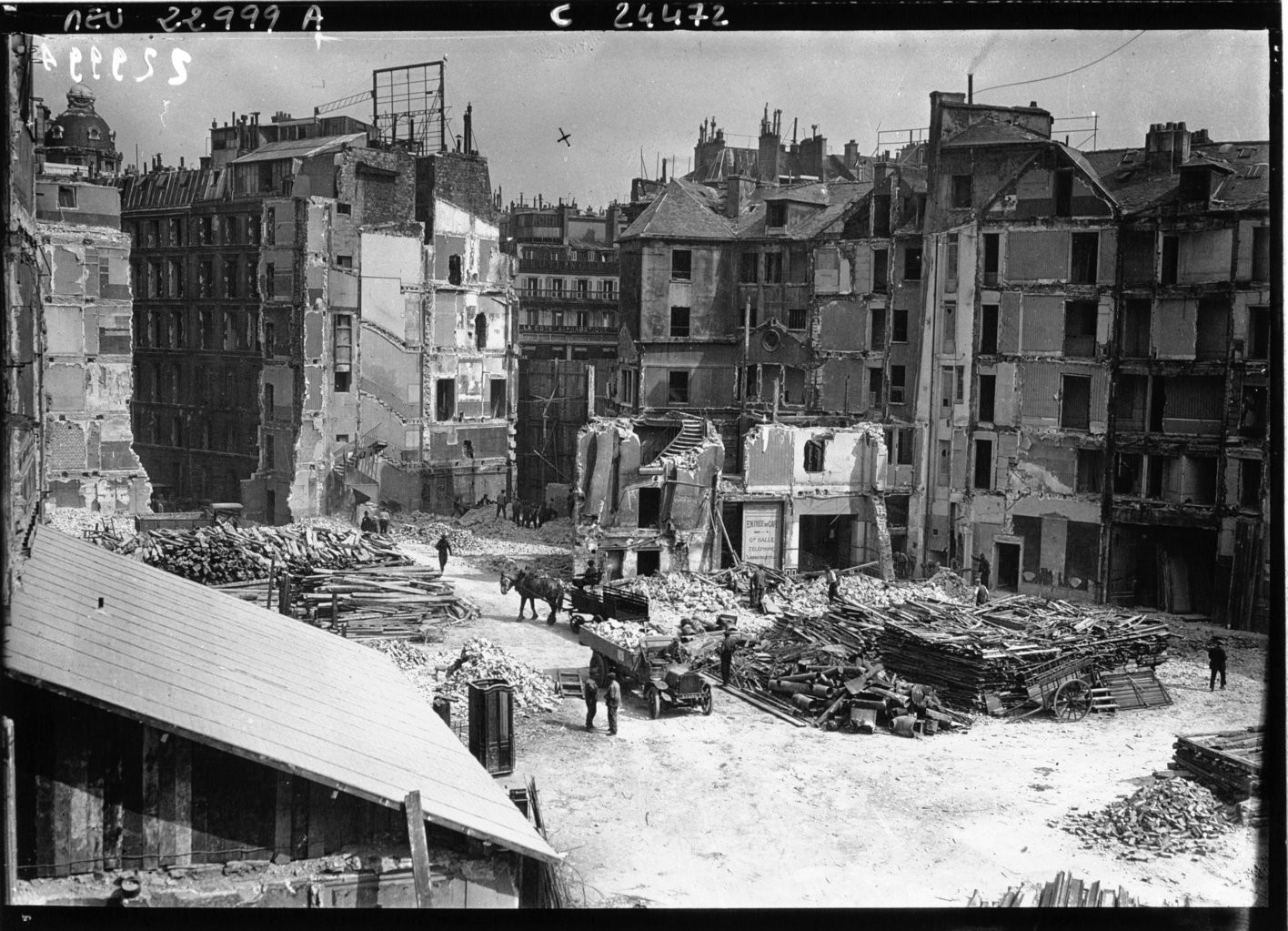
Finalizarea deschiderii bulevardului Haussmann, în 1925.

- Secțiunea A: din rue Drouot și boulevard des Italiens până în rue Laffitte, decret din 12 ianuarie 1922, deschisă în 1926.
- Secțiunea B: din rue Laffitte până în rue Taitbout și place Adrien-Oudin, decret din 24 iulie 1913, deschisă în 1926.
- Secțiunea C: din rue Taitbout și place Adrien-Oudin, până în rue La Fayette și rue de la Chaussée-d'Antin, decret din 22 februarie 1868.
- Secțiunea D: între rue de la Chaussée-d'Antin și rue du Havre, decret din 27 decembrie 1865.
- Secțiunea E: între rue du Havre și rue de Miromesnil, decret din 16 iulie 1862.
- Secțiunea F: între rue de Miromesnil și rue du Faubourg-Saint-Honoré, decret din 17 octombrie 1857.

Secțiunile E și F făceau parte anterior din bulevardul Beaujon.

## Monumente și locuri memorabile
- nr. 7: pictorul Marthe Flandrin (1904-1987) a realizat aici o pictură murală în clădirea oficiului poștal. Această operă a fost salvată de la distrugere de către Musée des Années Trente din Boulogne-Billancourt, în 1992.[1]

- nr. 14: sediu din 2005 al Groupe Figaro, proprietarul primului cotidian francez Le Figaro.
- nr. 16: hotelul Paris Marriott Opera Ambassador care a fost sediul comandamentului sectorului est al Gross Paris sub ocupație germană în cursul celui de-al Doilea Război Mondial.
- nr. 31: imobil în care au locuit Gustave Caillebotte și Martial Caillebotte după moartea mamei lor în 1878, până în 1887 (după nunta lui Martial). Mai multe tablouri ale lui Gustave Caillebotte redau vederi din balconul apartamentului ca de exemplu L'Homme au balcon (1880); Homme au balcon, boulevard Haussmann (1880);[2] Un balcon à Paris (1881)[3] și din interior ca La Partie de bésigue (1881). Aici se află astăzi sediul băncii Société générale (intrarea principală la nr. 29).
- nr. 40: Galeries Lafayette Haussmann.
- nr. 55: v. nr. 35, rue Tronchet.
- nr. 64: Printemps Haussmann.
- nr. 67: sediul Société générale pour la fabrication de la dynamite, din 1910 până în a doua jumătate a secolului al XX-lea; soecietatea fusese fondată de Paul Barbe și Alfred Nobel în 1875.[4]
- nr. 81: hôtel particulier al lui Edgar Mareuse (1848-1926), istoric, președinte al Societății istorice din arondismentul 8 și proprietar al unei bogate librării cu cărți referitoare la Paris[5] (în 1910).[6]

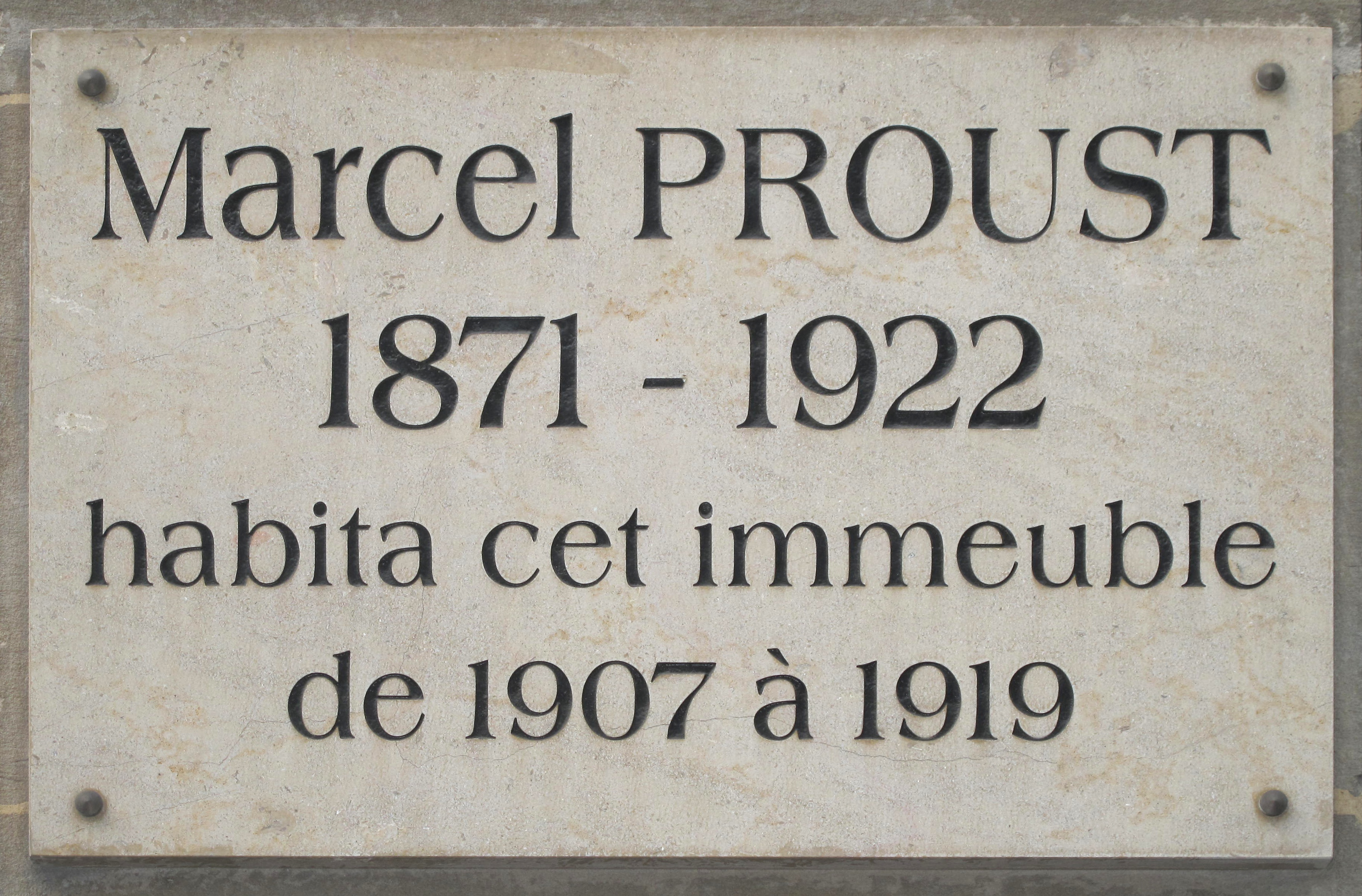
Boulevard Haussmann nr. 102.

- nr. 102: Marcel Proust (1871-1922) s-a mutat în acest imobil după moartea părinților săi, la 27 decembrie 1906, într-un apartament mare cu 6 camere la etajul al doilea între stradă și curte, unde a văzut „triumful prostului gust burghez”.[7] El a trăit acolo până în 1919 și a scris acolo À la recherche du temps perdu. Clădirea a aparținut străunchiului său, Louis Weil. La moartea unchiului său la 10 mai 1896, doamna Proust a moștenit o jumătate, cealaltă jumătate revenind fratelui său, avocatul Denis-Georges Weil. După moartea celor doi moștenitori, jumătate din clădire aparținea fraților Marcel și Robert Proust, iar cealaltă jumătate văduvei lui Denis-Georges Weil, născută Amélie Oulman, și fiicei lor, Adèle. Apartamentul închiriat de Marcel Proust a aparținut Améliei Oulman. La 9 noiembrie 1907, clădirea a fost vândută la licitație. Amélie Oulman l-a cumpărat în întregime și i-a propus lui Marcel Proust să cumpere apartamentul pe care-l ocupa, dar el a refuzat oferta, preferând un contract de închiriere pe cincisprezece luni, încheiat la 15 iulie 1908. El i-a găsit apartamentului numeroase inconveniente: polenul castanilor era dus de vânt în fața ferestrei sale și-i dădea crize de astm, apropierea de marile magazine și de gara Saint-Lazare, zgomotul bulevardului.[8] Pentru a se proteja împotriva zgomotului el a căptușit pereții camerei sale în septembrie 1910 cu plăci groase din plută, la sfatul Annei de Noailles. Arhitectul Louis Parent a coordonat amenajarea. Proust a instalat în camera lui mobilierul din camera mamei sale.[9] În ianuarie 1919 Amélie Weil a revândut clădirea, fără a-și preveni nepotul, societății Nancéienne Varin-Bernier care i-a evacuat pe toți chiriașii pentru a-și amenaja birourile și a deschide o agenție bancară. Banca a reconstituit și deschis publicului în 1996, camera lui Marcel Proust,[10] fără mobilierul original care se află la muzeul Carnavalet. Placă memorială.
- nr. 103: la această adresă s-a aflat galeria Alfred Daber (galerie de artă).
- nr. 107: fațadă decorată cu basoreliefuri (1864) de Aimé Millet (1819-1891).
- nr. 117: hôtel particulier al dr. Labbé, membru al Institut de France (în 1910). Stil neorenascentist.
- nr. 121 : circazianul Charles Franconi a murit aici în 1910.

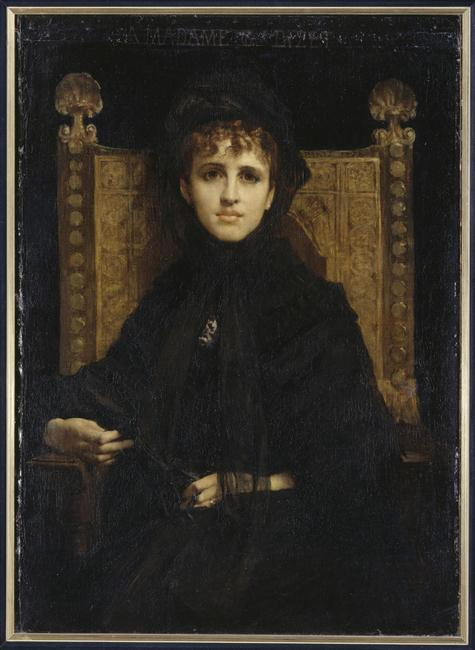
Jules-Élie Delaunay, Madame Georges Bizet (1878), Paris, musée d'Orsay.

- în fața clădirii de la nr. 132, la colțul cu rue de Laborde: Monumentul baronului Haussmann de François Cogné.
- nr. 134:
  - Această clădire pe colț cu Avenue de Messine, găzduia la parterul magazinul croitorului Sutton, specializat în livrări de mărfuri, și căruia, potrivit ducesei de Clermont-Tonnerre, „atâția oameni din Faubourg Saint-Germain îi datorau peste o sută de mii de franci”.[11]
  - Geneviève Halévy a locuit într-un apartament mare de la mezaninul clădirii, după recăsătorirea ei în 1886 cu avocatul Émile Straus, avocat al familiei Rothschild. Vastul salon în formă de rotondă era decorat cu picturi de Nattier, de Quentin de La Tour și de Claude Monet, precum și cu portretul gazdei de Jules-Élie Delaunay (1876, astăzi la muzeul Orsay). D-na Straus avea invitați în fiecare duminică și a dobândit o mare influență în Paris. Deși evreică și fără blazon nobiliar, ea a avut numeroase relații în Faubourg Saint-Germain, ca și în lumea artistică și literară. Printre invitații ei figurau literați și artiști ca Ludovic Halévy, Henri Meilhac, Edgar Degas, Jean-Louis Forain, Paul Bourget, Jules Lemaître, Paul Hervieu, Georges de Porto-Riche, Antoine de Ganderax, Robert de Montesquiou, dar și oameni politici ca Léon Blum, artiști comici ca Lucien Guitry, Réjane sau Emma Calvé, străini ca lady de Grey, lord Lytton sau George Moore, aduși de Jacques-Émile Blanche. Dar ea a primit, de asemenea, notabilități mondene ca prințul Auguste d'Arenberg, contesa Adhéaume de Chevigné, prințesa Mathilde, prințesa Edmond de Polignac, contesa Greffulhe, contesa de Pourtalès, ducesa de Mouchy, prințesa Murat, contele Louis de Turenne. Marcel Proust, prieten și elev la Lycée Condorcet al lui Jacques Bizet, primul soț al Genevièvei Straus, și al lui Daniel Halévy, l-a întâlnit aici pe  Charles Haas, viitorul model al lui Swann. Geneviève Straus este ea-însăși considerată ca fiind unul dintre modelele Orianei de Guermantes.
- nr. 136: cartierul general fictiv al organizației SPECTRE din seria James Bond.
- nr. 158 - 158 bis: muzeul Jacquemart-André.
- nr. 162: clădirea în care a locuit și a murit André Becq de Fouquières (1874-1959), literar, președinte al Parisiens de Paris, fondator al Comité de la courtoisie française și al Comité de prestige et de propagande nationale (placă memorială).
- nr. 165: sediul galeriei Jean Pascaud în anii 1930.[12]
- nr. 169: Marie-Gabrielle Krauss (1842-1906), cântăreață de operă, a murit în acest imobil.
- nr. 184: hôtel particulier al contelului de Duranti. Așa-zisul cerc « des Étrangers ». Proprietatea lui Marcé (în 1910).[13]
- nr. 190: consulatul statului Haiti (în 1910).

## Bănci mari

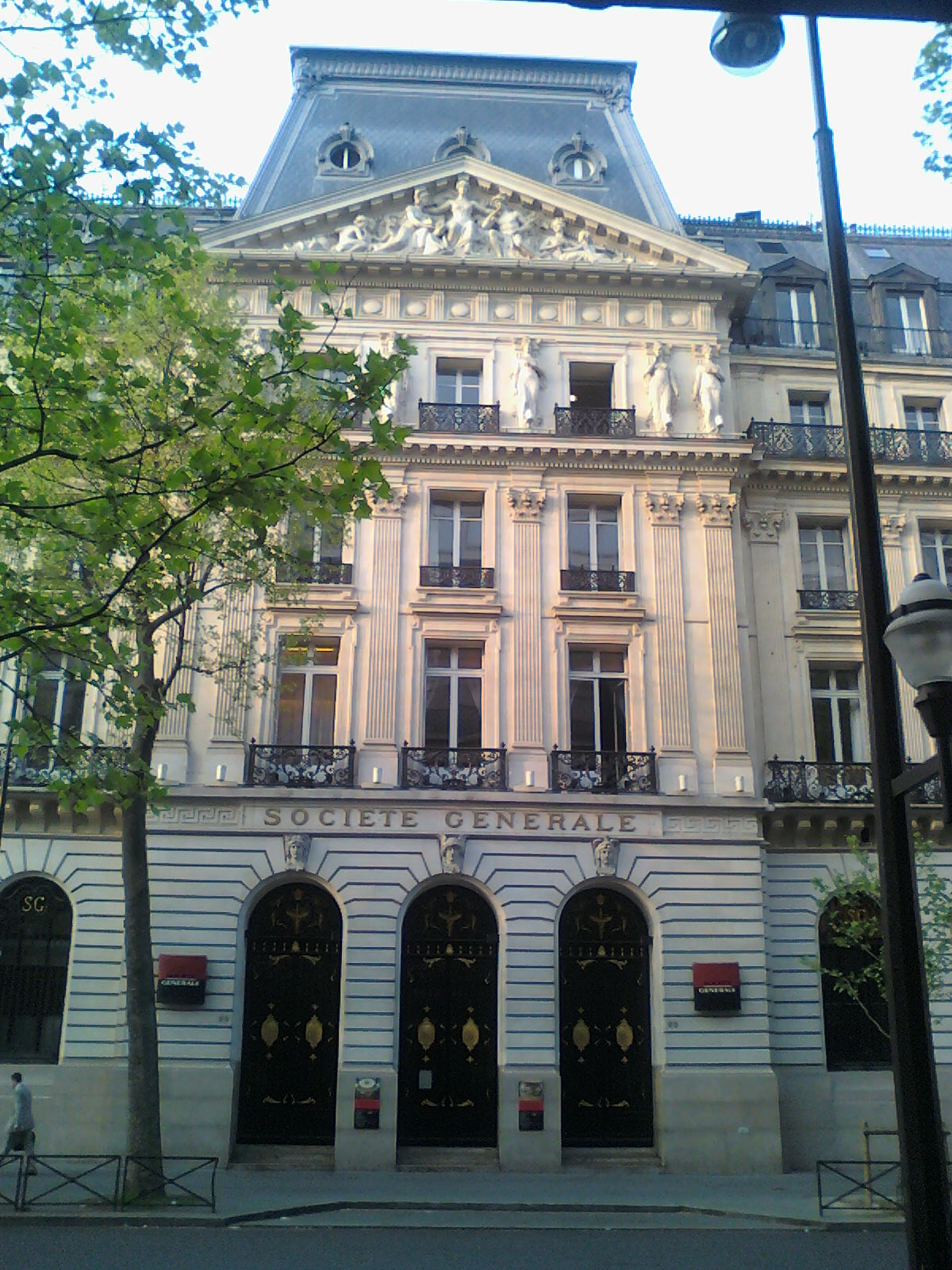
Sediul central al Société générale la nr. 29.

- Société générale (nr. 29).
- Crédit du Nord  (nr. 59).
- Swiss Life (nr. 86).
- Royal Bank of Scotland (nr. 94).
- Lazard Frères (nr. 119 / 121)

## Clădiri demolate
- nr. 173: în 1910, marchizul de Rochegude notează la această adresă: „Hotel din secolul al XVIII-lea (se intră din rue du Faubourg-Saint-Honore nr. 186). Acest hotel vechi constituie un interesant anacronism pe bulevardul modern (Proprietatea domnului Lorin.)”

## Locuitori celebri
- Louis Bernier (1847-1919), arhitect, membru al Académie des beaux-arts (nr. 144, în 1910).
- Henri Bernstein (1876-1953), dramaturg (nr. 157, în 1910).
- Gustave Caillebotte, pictor, colecționar și mecena (nr. 31).
- Jules Claretie (1840-1913), literat, administrator general al Comédie-Française (nr. 155, în 1910).
- Jules Delafosse (1843-1916), literat (nr. 155, în 1910).
- Suzanne Devoyod (1866-1954), actriță la Comédie-Française (nr. 130, în 1910).
- Maxime Du Camp (1822-1894), scriitor și fotograf (nr. 82, în 1910).
- Cesare Galeotti (1870-1929), compozitor (nr. 67, în 1910).
- Edmond de Grimberghe (1865-1920), pictor (nr. 61, în 1910).
- André Messager (1853-1929), compozitor, director al Opéra de Paris, membru al Académie des beaux-arts (nr. 157, în 1910).
- Pierre d'Orléans (1845-1919), duce de Penthièvre (nr. 112, în 1910).
- Marcel Proust (1871-1922), scriitor (nr. 102, 1907-1919).